# Lactobacillus plantarum PS128
Il Lactobacillus plantarum PS128 è uno specifico ceppo di Lactobacillus plantarum, batterio della famiglia Lactobacillaceae, del genere Lactobacillus.

## Caratteristiche
Il Lactobacillus Plantarum è una specie versatile di batterio lattico, presente in una vasta gamma di nicchie ecologiche fra cui substrati vegetali, carne, latte, nonché nel tratto gastrointestinale degli esseri umani. I batteri lattici sono batteri GRAM positivi, anaerobi ossigeno-tolleranti utilizzati per secoli nella fermentazione dei cibi.

## Impieghi industriali
La specie Lactobacillus Plantarum è un normale costituente della flora batterica del tratto gastrointestinale ed è in grado di sopravvivere al PH acido dello stomaco, di resistere agli acidi biliari e di colonizzare transitoriamente il tratto gastrointestinale umano, legandosi alla mucosa dell’intestino e del colon.
È ancora ampiamente impiegato nell’industria alimentare per i processi di fermentazione e come starter microbico, catalogato come "generally recognized as safe" (GRAS), ed inserito nella lista QPS "qualified presumption of safety" dell'Autorità europea per la sicurezza alimentare (EFSA). Viene inoltre considerato come probiotico, ossia un microrganismo vivo che, se ingerito in adeguate quantità, è in grado di esercitare funzioni benefiche per l'organismo.

## Usi clinici
Il corpo umano è composto da un complesso sistema biologico con oltre 10 milioni di geni da microbiota (microbioma) e possiede oltre 100 trilioni di batteri, 1.000 specie e oltre 7.000 ceppi. Il tratto intestinale è l'area più abbondantemente colonizzata, con una concentrazione batterica che varia da 10 a 1.000 batteri per grammo nella parte superiore del tratto intestinale, a {\displaystyle 10^{11}}-{\displaystyle 10^{12}}batteri per grammo nel colon, di cui Firmicutes e Bacteroidetes rappresentano i phylum principali.
Il microbiota intestinale interagisce con l'ospite attraverso il sistema immunitario, il sistema neuroendocrino e i percorsi neurali. Queste vie sono componenti dell'asse intestino-cervello, il complesso sistema di comunicazione bidirezionale tra il sistema nervoso centrale e quello enterico, che collega i centri emotivi e cognitivi del cervello con le funzioni intestinali periferiche.
La relazione tra cervello, intestino e microbiota intestinale inizia durante lo sviluppo perinatale e persiste per tutta la vita.
La modulazione dell'asse intestino-cervello viene proposta sempre più spesso come un obiettivo opportuno per lo sviluppo di nuovi trattamenti per un'ampia varietà di disturbi, come la sindrome dell'intestino irritabile, l'obesità, ma anche per patologie centrali come l'ansia, la depressione e i disturbi del neurosviluppo.
Gli psicobiotici, come definiti da Dinan et al. nel 2013, sono organismi vivi che, se ingeriti in quantità adeguate, producono un beneficio per la salute negli individui con patologie psichiatriche. Come classe di probiotici, questi batteri sono in grado di produrre e/o fornire sostanze neuroattive, come l'acido gamma-aminobutirrico (GABA) e la serotonina, che agiscono sull'asse dell'intestino-cervello. Diverse evidenze suggeriscono che alcuni ceppi producano, ad esempio, effetti ansiolitici o antidepressivi.
Il Lactobacillus plantarum PS128, che è stato originariamente isolato da un alimento fermentato, ha mostrato, in molteplici modelli sperimentali, di possedere le caratteristiche di uno psicobiotico, essendo in grado di modulare i livelli di dopamina e di serotonina nel sistema nervoso centrale, nonché la sintesi di citochine proinfiammatorie. Ha inoltre mostrato di produrre, in modelli animali, un miglioramento dei comportamenti simil-ansiosi, simil-depressivi e di alcune stereotipie.
Questo specifico ceppo batterico è stato recentemente impiegato in una sperimentazione clinica, uno studio randomizzato in doppio cieco, che ha coinvolto bambini ed adolescenti con disturbo dello spettro autistico.
La scelta di questa popolazione era legata al fatto che, sebbene il disturbo dello spettro autistico sia primariamente una condizione neurologica, evidenze crescenti dimostrano un ruolo del sistema gastrointestinale e del suo microbiota in alcuni aspetti sintomatologici. Inoltre, approssimativamente il 70% dei bambini con disturbo dello spettro autistico presenta comorbilità con sintomi gastrointestinali.
La somministrazione di Lactobacillus plantarum PS128, al dosaggio di 60 miliardi di cellule vive (CFU), nel gruppo che lo ha assunto ha determinato un miglioramento di alcuni sintomi, principalmente quelli associati con comportamenti dirompenti, ansia, trasgressione delle regole, iperattività/impulsività. Nello studio sono state impiegate scale di valutazione specifiche per il disturbo dello spettro autistico e scale originariamente pensate per il disturbo da deficit di attenzione/iperattività (ADHD), che si presenta comunque come frequente comorbilità in questa popolazione. L’effetto del probiotico si è mostrato più marcato nella fascia di età più giovane, sottolineando la possibile importanza di un intervento precoce.
Ulteriori studi sono attualmente in corso con il medesimo ceppo sia nella popolazione con disturbo dello spettro autistico, sia in altre patologie del sistema nervoso centrale.
Il Lactobacillus plantarum PS128 è stato inoltre sperimentato in una popolazione di sportivi che effettuavano esercizi ad alta intensità, determinando una riduzione dello stresso ossidativo e delle citochine pro-infiammatorie ed un effetto benefico sulle performance nell’esercizio.